# Косов Лацки
Косов Лацки (пољ. Kosów Lacki) град је у Пољској у Војводству мазовском. По подацима из 2012. године број становника у месту је био 2197.

## Становништво
| 2012. |
| ----- |
| 2.197 |